# Western United Football Club (Melbourne, féminines)
Pour les articles homonymes, voir Western United Football Club.
La section féminine du Western United FC est une franchise australienne de football féminin basée à Truganina dans la banlieue ouest de Melbourne. Elle évolue en A-League Women.

## Histoire
Lorsque la franchise est créée et fait son apparition en A-League masculine, en 2019, les propriétaires cherchent déjà à entrer en A-League féminine, mais la fédération australienne refuse, priorisant l'arrivée d'une franchise néo-zélandaise, le Wellington Phoenix, et craignant que le réservoir de joueuses ne soit pas assez grand pour permettre au WUFC d'être compétitif, la région de Melbourne comptant déjà deux franchises, Melbourne City et Melbourne Victory.
En 2022, le club décroche enfin sa licence pour la A-League Women. Un partenariat avec le Calder United SC, triple champion du championnat régional de l'état de Victoria, aide Western United à se développer, lui fournissant la moitié de son effectif initial. L'équipe est bonifiée notamment parle recrutement de trois joueuses américaines dont l'internationale Jessica McDonald, de l'internationale australienne Chloe Logarzo et de l'internationale serbe Tyla-Jay Vlajnic. Mark Torcaso, l'entraîneur de Calder United, est nommé coach.
Pour son premier match, le WUFC domine le Melbourne Victory, champion en titre. Le club remporte ses sept premiers matches de championnat, profitant de son statut de nouveau venu pour surprendre les équipes déjà installées. En décembre 2022, Mark Torcaso quitte son poste pour se consacrer à plein temps à ses fonctions de sélectionneur des Philippines. Il est remplacé par Kat Smith. Après une deuxième partie de saison plus compliquée, l'équipe termine deuxième de la saison régulière, puis domine le Sydney FC en demi-finale 1-0 grâce à un but de Hannah Keane pour atteindre la finale des play-offs,. À nouveau face au Sydney FC, le club le plus titré de l'histoire de la ligue, qui s'est qualifié en battant le Melbourne Victory en repêchages, et devant une affluence record de 9 519 spectateurs, Western United ne parvient cette fois pas à déjouer les pronostics et s'incline largement 0-4.